# Glasgow (Kentucky)
Pour les articles homonymes, voir Glasgow (homonymie).
La ville américaine de Glasgow est le siège du comté de Barren, dans l’État du Kentucky. Lors du recensement de 2020, elle comptait 15 014 habitants.

## Histoire
Fondée en 1799 par l'assemblée générale du Kentucky, Glasgow a probablement été nommée en hommage à la ville écossaise du même nom, d'où venait le père de William Logan, l'un des deux commissaires chargés de choisir le siège du comté à l'époque.
La même année, la communauté est choisie comme siège d'un nouveau comté, en raison de sa position centrale au sein du comté, de sa grande source d'eau et du don par le local John Gorin de 50 acres (20 ha) pour les bâtiments publics. Un bureau de poste est établi en 1803 et la ville se dote d'une charte en 1809.

### Maisons historiques
Glasgow est parsemée de maisons historiques dont l'origine remonte au début des années 1800. La partie la plus populaire de la ville où se trouvent ces maisons est South Green Street ; cette rue compte de nombreuses maisons historiques de styles architecturaux différents, notamment colonial, fédéral et victorien.

### La guerre civile
La guerre de Sécession touche également les petites villes, dont Glasgow. De nombreux lieux ont fait partie du Chemin de fer clandestin à Glasgow, comme Big Spring Bottom pour garder les chevaux et la maison Spotswood sur North Race Street pour cacher les personnes réduites en esclavage. Parmi les autres lieux, citons l'Old Glasgow Seminary Home sur East Main Street ; cette maison comporte plusieurs pièces creusées dans la terre et traversées par des tunnels qui permettaient de cacher les personnes asservies et de les mettre en sécurité.

### Université du Kentucky occidental
La Western Kentucky University se trouvait à l'origine à Glasgow lorsqu'elle est créée en 1875. Dix ans plus tard, elle déménage à Bowling Green, où elle se trouve aujourd'hui et constitue le campus principal de la WKU. Depuis 1998, la WKU gère un campus régional à Glasgow.

## Démographie
Lors du recensement de 2020,,, la ville comptait 15 014 habitants, 5 976 ménages et 3 533 familles. La densité de population était de 375,35 habitants par km2. Il y avait 7 051 unités de logement. La composition de la ville était la suivante : 84,8 % de Blancs, 6,7 % de Noirs, 0,7 % d'Amérindiens, 1 % d'Asiatiques et 4,9 % de personnes appartenant à deux races ou plus. Les Hispaniques et Latino représentaient 6,6 % de la population.
Il y avait 6 097 ménages, dont 32,1 % avaient des enfants de moins de 18 ans vivant avec eux. 37 % étaient des couples mariés vivant ensemble. 12,5 % étaient composés d'une personne âgée de 65 ans ou plus vivant seule. La taille moyenne d'un ménage était de 2,29 personnes et celle d'une famille de 2,96.
Le revenu médian d'un ménage était de 37 479 $ et celui d'une famille de 40 637 $. Le revenu par habitant de la ville était de 25 467 $. Environ 22,3 % des familles et 28,9 % de la population se trouvaient sous le seuil de pauvreté, dont 42,9 % des moins de 18 ans et 16,3 % des 65 ans et plus.

## Presse
Le journal local est le Glasgow Daily Times.

## Personnalités liées à la commune
- Kelly Knight Craft (née Guilfoil, en 1962), ancienne ambassadrice des États-Unis au Canada puis auprès des Nations unies
- Louie B. Nunn (1924-2004), ancien gouverneur du Kentucky
- Diane Sawyer (née en 1945), journaliste et présentatrice de ABC World News
- Billy Vaughn (1919-1991), musicien et chef d'orchestre